# Tauraco hartlaubi
Tauraco hartlaubi là một loài chim trong họ Musophagidae.